# کیومیزو-درا
کیومیزو-درا (به ژاپنی: 清水寺 Kiyomizu-dera) یک معبد متعلق به آیین بودایی است که در شرق کیوتو قرار دارد و بخشی از آثار تاریخی و باستانی کیوتو و میراث جهانی یونسکو است.

## نگارخانه

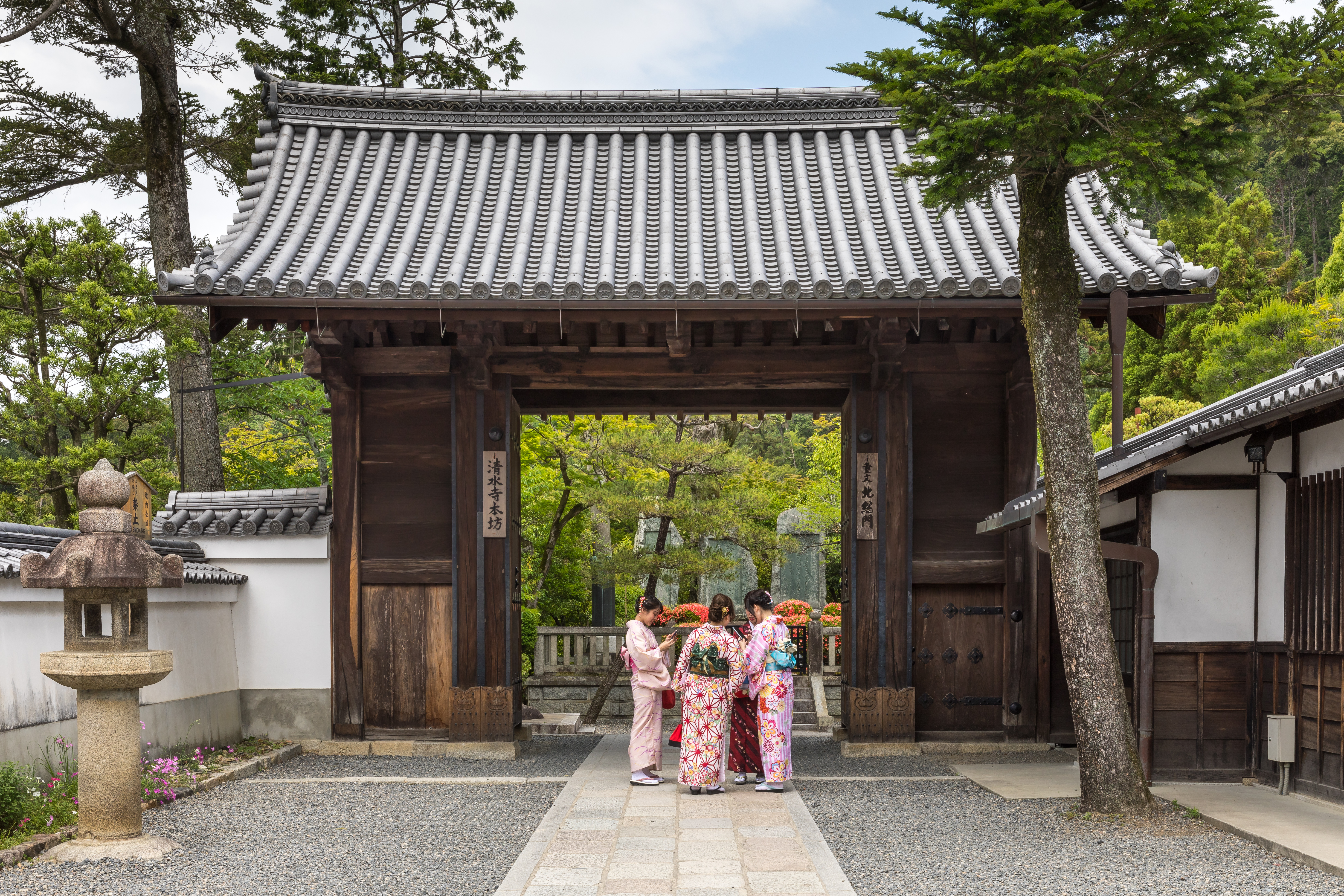
۴ زن ژاپنی با لباس رسمی در مقابل درب معبد کیومیزو-درا
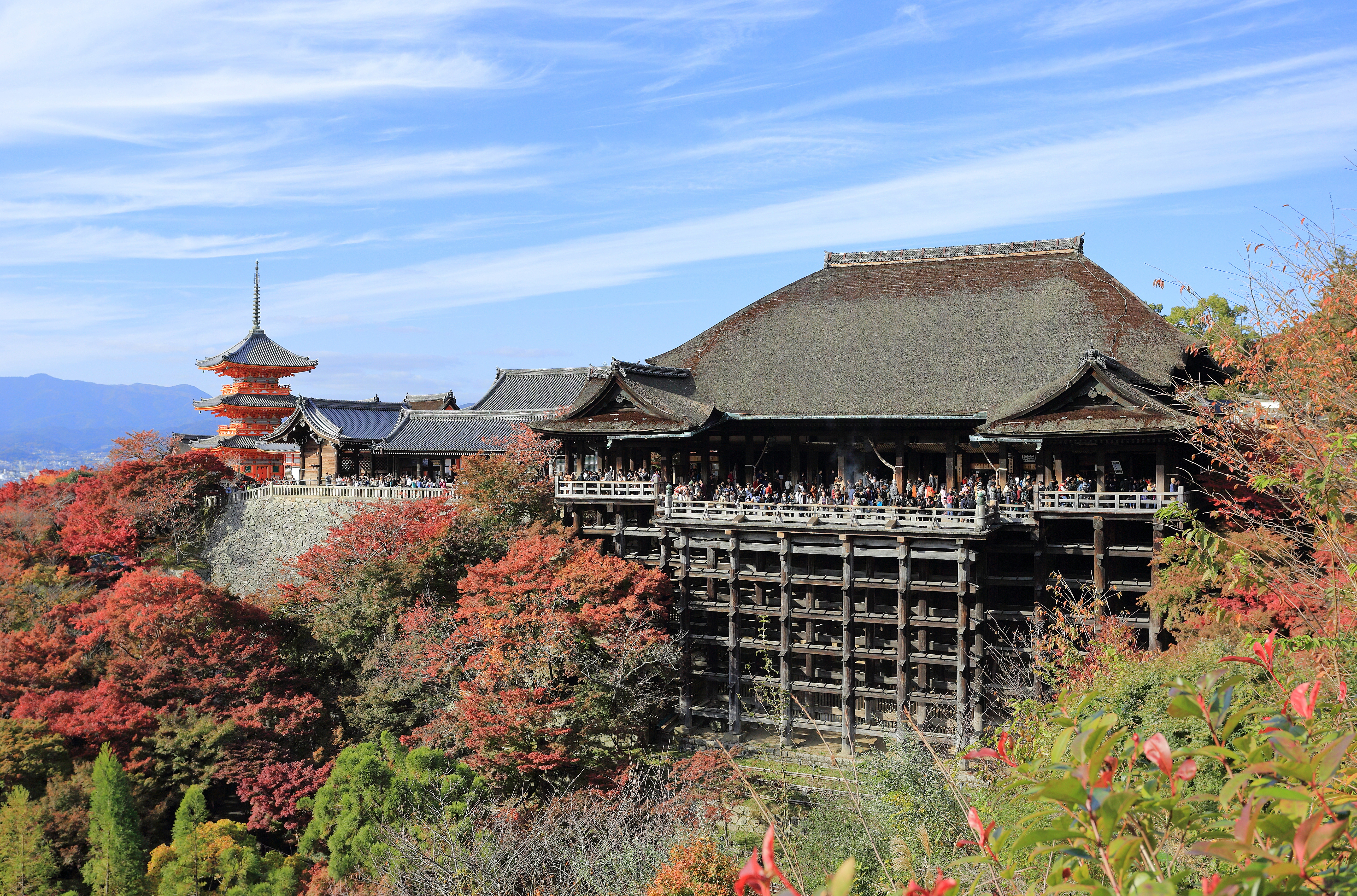
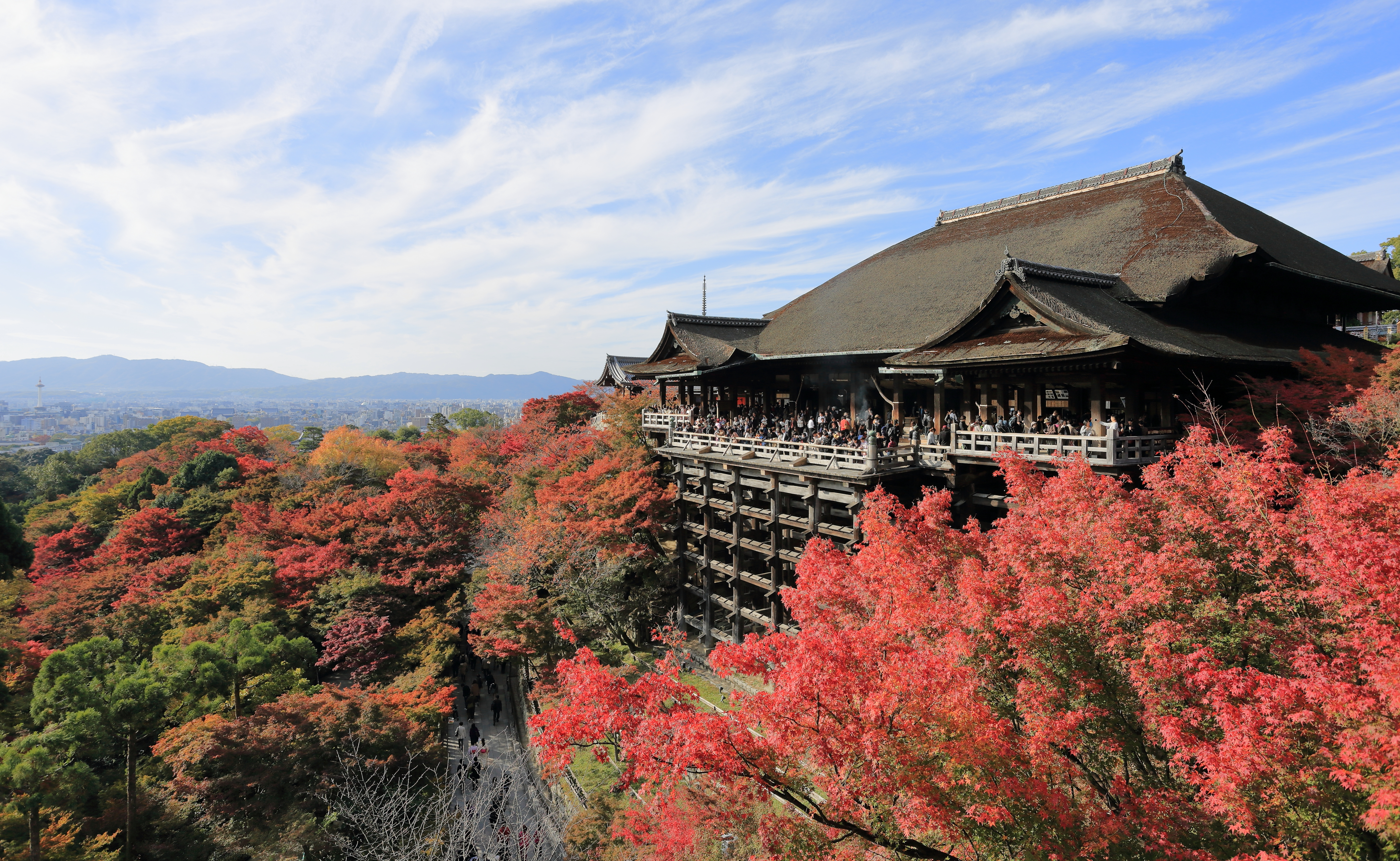